# Expédition 10 (ISS)
Insigne de la mission
Équipage de l'expédition 10
Chronologie
Expédition 9 Expédition 11
Expédition 10 est la 10e mission vers la Station spatiale internationale.